# شامچائوراسی
شامچائوراسی (به انگلیسی: Shamchaurasi) یک منطقهٔ مسکونی در هند است که در بخش هوشیارپور واقع شده‌است. شامچائوراسی ۴٬۲۲۱ نفر جمعیت دارد.